# Qutlugh
Timoer Qutlugh of Temür Qutlugh was de kleinzoon van Urus Khan en de zoon van Temür Malik.

## Context
Zijn neef Tochtamysj, had zijn grootvader Urus verslagen en had in 1380 de Witte Horde en de Blauwe Horde herenigd en was nu alleenheerser van de Gouden Horde, dankzij de steun van Timoer Lenk. Tochtamysj en Timoer Lenk kwamen in conflict over de verdeling van Perzië. In 1388 vluchtten Qutlugh en een generaal van Tochtamysj, Edigu naar het kamp van Timoer Lenk. Tochtamysj werd verslagen in de Slag aan de Terek in 1395 en Qutlugh werd door Timoer Lenk aangesteld als nieuwe kan van de Gouden Horde. Zijn laatste wapenfeit was de Slag bij de Vorskla in 1399. Hij werd opgevolgd door zijn neef Shadi Beg.